# Heteronyx oblongus
Heteronyx oblongus är en skalbaggsart som beskrevs av Blanchard 1850. Heteronyx oblongus ingår i släktet Heteronyx och familjen Melolonthidae. Inga underarter finns listade i Catalogue of Life.